# IBM 702

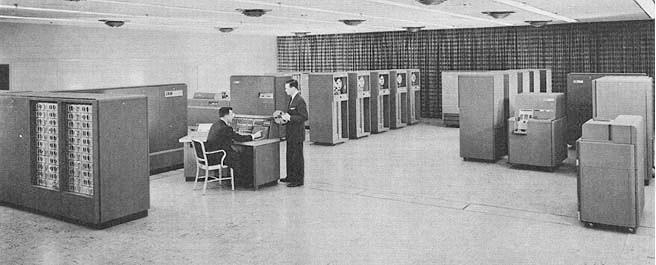
Sistema IBM 702: de izquierda a derecha: memoria CRT, CPU 702, Impresora 717, consola del operador, unidad de control de impresora 757, unidad de control de cinta 752, cinco unidades de cinta 727, tambor de almacenamiento 732, y unidades de cinta 727, lector de tarjetas, perforadora de tarjetas, y unidades de control de las lectoras perforadoras.

El IBM 702 fue la respuesta de IBM al UNIVAC, el primer mainframe en usar cinta magnética. Debido a que estas máquinas tenían menos potencia de cálculo que el IBM 701 y el ERA 1103, los cuales eran elegidos para tareas científicas, el 702 se destinó a tareas administrativas. El IBM 702 (fotos) fue aunciado el 25 de septiembre de 1953 y retirado el 1 de octubre de 1954, pero el primer modelo de producción no se instaló hasta el mes de julio de 1955. El sucesor del 702 en la serie 700/7000, fue el IBM 705, el cual marcó la transición a la memoria de núcleos magnéticos.
El sistema usaba almacenamiento electroestático, consistente de 14, 28, 42, 56, o 70 tubos Williams con una capacidad de 100 bits cada uno para memoria principal, formando una memoria de 2.000 a 10.000 caracteres de 7 bits cada uno (en incrementos de 2.000 caracteres), y 14 tubos Williams con una capacidad de 512 bits cada uno para los dos acumuladores de 512 caracteres.
Un sistema completo incluía las siguientes unidades:
- IBM 702 Unidad Central de Procesamiento (CPU)
- IBM 712 Lectora de Tarjetas
- IBM 756 Unidad de control de la lectora de tarjetas
- IBM 717 Impresora
- IBM 757 Unidad de control de la impresora
- IBM 722 Perforadora de tarjetas
- IBM 758 Unidad de control de la Perforadora de tarjetas
- IBM 727 Unidad de cinta magnética
- IBM 752 Unidad de control de la cinta magnética
- IBM 732 Unidad de almacenamiento de tambor magnético

Se fabricaron 14 equipos 702. El primero fue usado por IBM. Debido a problemas con los tubos Williams, se decidió utilizar memorias de núcleos magnéticos en su lugar. El equipo número 14 se construyó con memoria de núcleos magnéticos y el resto fueron reconstruidos con este tipo de memoria.